# Rozoy-Bellevalle
 Rozoy-Bellevalle  es una población y comuna francesa, en la región de Picardía, departamento de Aisne, en el distrito de Château-Thierry y cantón de Condé-en-Brie.

## Demografía
| 91 | 77 | 53 | 76 | 94 | 100 |
| Para los censos de 1962 a 1999 la población legal corresponde a la población sin duplicidades (Fuente: INSEE [Consultar]) |    |    |    |    |     |